# Метеоритна колекція Російської академії наук
Метеори́тна коле́кція Росі́йської акаде́мії нау́к — зібрання метеоритів, засноване у 1749 році, після знахідки у Сибіру металевого метеориту. Колекція налічує понад 16 тисяч екземплярів різноманітних типів позаземних об'єктів із 45 країн світу.
Колекція зберігається в Музеї позаземної речовини Інституту геохімії і аналітичної хімії імені В. І. Вернадського та Мінералогічному музеї імені О. Є. Ферсмана РАН.
За роки радянської влади, існуюча понад 250 років «метеоритна колекція Російської академії наук», зростала досить швидко. До неї, постійно, надходили нові експонати. Наприклад, у 1933 році, коли метеорит упав у Владимирській області, на пошуки осколків з ентузіазмом, кинулися всі піонери і комсомольці: «підозрілі» камені слали, прямо поштою «до академії». Зараз, справи йдуть гірше — фінансування недостанє, колекціонери тепер не віддають метеорити безкоштовно.